# Спортивные сооружения летних Олимпийских и Паралимпийских игр 2016
Сооружения для летних Олимпийских и Паралимпийских игр 2016 в основном расположены в городе пребывания в Рио-де-Жанейро, хотя некоторые спортивные мероприятия проходят в других местах. После завершения игр часть сооружений будет разобрана, а часть подвергнута реконструкции. Кроме этого, построена современная Олимпийская деревня, которая расположена в районе Барра ди Тижука Рио-де-Жанейро в западной части города, неподалёку от Олимпийского парка. По окончании олимпийских и паралимпийских стартов Олимпиады-2016 комплекс станет жилым районом Ilha Pura («Чистый остров»).

## Спортивные сооружения
Игры 2016 года используют как специально построенные и уже существующие сооружения, а также временные объекты, некоторые из которых расположены в таких известных местах, как Самбодром и Маракана. В свете проблем, которые принёс Millennium Dome, подразумевалось, что после игр не останется не будет никаких белых слонов. Некоторые из новых объектов будут повторно использованы в олимпийской форме, в то время как другие будут уменьшены в размерах, а некоторые будут перевезены в другие места Бразилии.

### Названия
МОК имеет ряд собственных голубых фишек — спонсоров Олимпийских игр, которые имеют исключительные права на названия ассоциируемые с Олимпиадой. Как следствие, любая другая компания, которая предоставляет спонсорство не имеет права использовать своё имя и бренд во время игр в составе названий любых олимпийских сооружений. Как следствие, один олимпийский объект будут временно переименованы на время проведения игр:
- HSBC Arena — «Олимпийская арена Рио»

### Маракана
Маракана
Зона Маракана включает в себя:
| Объект                            | Виды спорта                                 | Виды спорта      | Вместимость                              | Ссылки |
| Объект                            | Олимпийские                                 | Паралимпийские   | Вместимость                              | Ссылки |
| --------------------------------- | ------------------------------------------- | ---------------- | ---------------------------------------- | ------ |
| Маракана                          | Футбол, церемонии открытия и закрытия       | Церемонии        | 74 738                                   | [ 2 ]  |
| Олимпийский стадион Жоао Авеланжа | Лёгкая атлетика, футбол                     | Лёгкая атлетика  | 60 000                                   | [ 3 ]  |
| Мараканазинью                     | Волейбол                                    | —                | 12 000                                   | [ 4 ]  |
| Самбодром                         | Стрельба из лука, Лёгкая атлетика (марафон) | Стрельба из лука | 6000 (стрельба из лука) 30 000 (марафон) | [ 5 ]  |

### Копакабана
| Объект                   | Виды спорта                                              | Виды спорта                                       | Вместимость            | Ссылки |
| Объект                   | Олимпийские                                              | Паралимпийские                                    | Вместимость            | Ссылки |
| ------------------------ | -------------------------------------------------------- | ------------------------------------------------- | ---------------------- | ------ |
| Арена Копакабана         | Пляжный волейбол                                         | —                                                 | 12 000                 | [ 6 ]  |
| Форт Копакабана          | Триатлон, плавание на открытой воде, шоссейные велогонки | Паратриатлон                                      | 5500                   | [ 7 ]  |
| Озеро Родригу-ди-Фрейташ | Академическая гребля, гребля на байдарках и каноэ        | Академическая гребля, Гребля на байдарках и каноэ | 14 000 (ОИ) 7000 (ПИ)  | [ 8 ]  |
| Марина да Глория         | Парусный спорт                                           | Парусный спорт                                    | 10 000 (ОИ) 5 000 (ПИ) | [ 9 ]  |

### Барра
Барра
| Объект                                           | Виды спорта                                                        | Виды спорта                              | Вместимость                                               | Ссылки |
| Объект                                           | Олимпийские                                                        | Паралимпийские                           | Вместимость                                               | Ссылки |
| ------------------------------------------------ | ------------------------------------------------------------------ | ---------------------------------------- | --------------------------------------------------------- | ------ |
| Олимпийский велодром Рио                         | Велоспорт (трек)                                                   | Велоспорт (трек)                         | 5 000                                                     | [ 10 ] |
| Олимпийская арена Рио                            | Спортивная гимнастика, Художественная гимнастика, Прыжки на батуте | Баскетбол на колясках                    | 12 000                                                    | [ 11 ] |
| Олимпийский теннисный центр                      | Теннис                                                             | Теннис на колясках                       | 10 000 (центральный корт) 5000 (корт № 1) 3000 (корт № 2) | [ 12 ] |
| Водный центр имени Марии Ленк                    | Прыжки в воду, Синхронное плавание, Водное поло                    | —                                        | 6500                                                      | [ 13 ] |
| Олимпийский водный стадион                       | Плавание, Водное поло                                              | Плавание                                 | 18 000                                                    | [ 14 ] |
| Арена Кариока 1                                  | Баскетбол                                                          | Баскетбол на колясках, Регби на колясках | 16 000 (ОИ) 10 500 (ПИ)                                   |        |
| Арена Кариока 2                                  | Дзюдо, Борьба                                                      | Бочча, Дзюдо                             | 10 000 (ОИ) 7 000 (ПИ)                                    |        |
| Арена Кариока 3                                  | Тхэквондо, Фехтование                                              | Волейбол                                 | 10 000                                                    |        |
| Арена ду Футуру                                  | Гандбол                                                            | Голбол                                   | 12 000 (ОИ) 7 000 (ПИ)                                    |        |
| Риосентро — Павильон 2 (Зал Бокса)               | Бокс                                                               | —                                        | 9000                                                      | [ 15 ] |
| Риосентро — Павильон 3 (Зал настольного тенниса) | Настольный теннис                                                  | Настольный теннис                        | 5000 (центральный корт) 2000 (отборочные игры)            | [ 16 ] |
| Риосентро — Павильон 4 (Зал бадминтона)          | Бадминтон                                                          | —                                        | 6500                                                      | [ 17 ] |
| Риосентро — Павильон 6 (Зал тяжёлой атлетики)    | Тяжёлая атлетика                                                   | Пауэрлифтинг                             | 6500 (ОИ) 4550 (ПИ)                                       | [ 18 ] |
| Резерва ди Марапенди                             | Гольф                                                              | —                                        | 20 000                                                    | [ 19 ] |

### Деодоро
Деодоро
| Объект                               | Виды спорта                                      | Виды спорта             | Вместимость                                                                            | Ссылки |
| Объект                               | Олимпийские                                      | Паралимпийские          | Вместимость                                                                            | Ссылки |
| ------------------------------------ | ------------------------------------------------ | ----------------------- | -------------------------------------------------------------------------------------- | ------ |
| Национальный центр конного спорта    | Конный спорт                                     | Конный спорт            | 14 000 (ОИ) 7000 (ПИ)                                                                  | [ 20 ] |
| Олимпийский хоккейный центр          | Хоккей на траве                                  | Футбол (5-на-5, 7-на-7) | 10 000 (главная площадка) 5000 (вторая площадка)                                       | [ 21 ] |
| Национальный Стрелковый Центр        | Стрельба                                         | Стрельба                | 2000 (стендовая стрельба, финалы) 1600 (зал, финалы) 1000 (10 м) 750 (50 м) 500 (25 м) | [ 22 ] |
| Арена да Жувентуди                   | Баскетбол Современное пятиборье (фехтование)     | Фехтование на колясках  | 5000 (ОИ) 2500 (ПИ)                                                                    | [ 23 ] |
| Стадион Деодору                      | Регби на Олимпийских играх Современное пятиборье | Футбол-7                | 10 000                                                                                 | [ 24 ] |
| Водный центр Деодору                 | Современное пятиборье                            | —                       | 3 500                                                                                  | [ 24 ] |
| Центр маунтинбайка                   | Велоспорт (маунтинбайк)                          | —                       | 25 000                                                                                 | [ 25 ] |
| Олимпийский центр BMX                | Велоспорт (BMX)                                  | —                       | 7 500                                                                                  | [ 26 ] |
| Олимпийский стадион гребного слалома | Гребля на байдарках и каноэ (слалом)             | —                       | 8000                                                                                   | [ 27 ] |

### Футбольные стадионы
Ранние стадии олимпийских соревнований по футболу проходят на футбольных стадионах по всей Бразилии, которые приведены в таблице ниже. Финал пройдёт на 90-тысячном стадионе «Маракана»:
| Сооружение                  | Расположение  | Вместимость | Ссылки |
| --------------------------- | ------------- | ----------- | ------ |
| Стадион имени Манэ Гарринчи | Бразилиа      | 69 394      | [ 28 ] |
| Фонте-Нова                  | Салвадор      | 51 700      | [ 28 ] |
| Минейран                    | Белу-Оризонти | 61 876      | [ 28 ] |
| Арена Коринтианс            | Сан-Паулу     | 48 000      |        |
| Амазония                    | Манаус        | 40 549      |        |